# ElGamal-kryptering
ElGamal-kryptering är inom kryptografin ett system som baseras på asymmetrisk kryptering och Diffie-Hellmans nyckelöverföring. Systemet uppfanns av Taher Elgamal 1985. ElGamal används bl.a. av GNU Privacy Guard (GPG), nyare versioner av Pretty Good Privacy (PGP).
ElGamal-kryptering kan definieras med hjälp av en cyklisk grupp G. Krypteringens säkerhetsnivå beror på svårigheten på ett problem i G relaterat till beräkning av diskreta logaritmer.

## Algoritmen
ElGamal-kryptering består av tre komponenter: nyckelgeneratorn, krypteringsalgoritmen och dekrypteringsalgoritmen.
Nyckelgeneratorn fungerar enligt följande, i en situation där Bob vill kunna ta emot krypterade meddelanden:
- Bob genererar en effektiv beskrivning av en cyklisk grupp G av ordning q och generator g.
- Bob tar ett slumpmässigt utvalt x från {0, ..., q – 1}.
- Bob beräknar h = gx.
- Bob delar ut h tillsammans med beskrivningen av G, q och g som sin publika nyckel. Bob behåller x som sin privata nyckel, som hålls hemlig.

När Alice vill skicka ett hemligt meddelande M till Bob, krypterar hon det med hans publika nyckel (G, q, g, h), enligt krypteringsalgoritmen:
- Alice konverterar M till ett element m i G.
- Alice väljer ett slumpmässigt y ur {0, ..., q – 1}, och beräknar sedan c1 = gy och c2 = m ⋅ hy.
- Alice sänder chiffertexten (c1, c2) till Bob.

För att dekryptera chiffertexten (c1, c2) använder Bob sin privata nyckel x, enligt dekrypteringsalgoritmen:
- Bob beräknar m = c2 ⋅ c1-x.

Detta fungerar eftersom c2 ⋅ c1-x = m ⋅ hy ⋅ g-xy = m ⋅ gxy ⋅ g-xy = m.
Om meddelandet M är för stort för G kan det delas upp i flera delar, där varje del kan krypteras individuellt.

## Fotnoter
1. ↑  Taher ElGamal, "A Public-Key Cryptosystem and a Signature Scheme Based on Discrete Logarithms", IEEE Transactions on Information Theory, v. IT-31, n. 4, 1985, pp469–472 or CRYPTO 84, pp10–18, Springer-Verlag.